# Омельник (притока Дніпра)
Оме́льник (Калебердя́нський Оме́льник) — річка в Онуфріївському районі Кіровоградської області, права притока Дніпра.
Довжина 63 км, площа водозбірного басейну 766 км². Бере початок на 3 км східніше від с. Василівка. Долина завширшки до 1,3 км, завглибшки 50 м. Ширина заплави до 200 м. Річище завширшки до 10 м. Похил річки 0,8 м/км. Живлення мішане. Льодовий режим нестійкий. Вода гідрокарбонатно-кальцієво-натрієвого складу (мінералізація до 0,8 г/дм³). Стік зарегульований ставками. Використовують для сільськогосподарського водопостачання та розведення риби.